# Octomeria alexandri
Octomeria alexandri är en orkidéart som beskrevs av Rudolf Schlechter. Octomeria alexandri ingår i släktet Octomeria och familjen orkidéer. Inga underarter finns listade i Catalogue of Life.